# Eldfasta material
Eldfasta material (refraktoriska material; engelska refractories, av latinets refractarius)  är material som motstår höga temperaturer utan att smälta eller deformeras. De har en smältpunkt över 1580 oC. Eldfasta material, i form av exempelvis tegelsten, gjutmassor eller prefabblock, används som infodring för pannor, ugnar, i reaktorer och inom avfallsförbränning. Dess syfte är att skydda bakomliggande konstruktion mot värme och nötning, men också för minimera energiförluster. De används även att tillverka deglar av, och till laborativ högtemperaturutrustning. Idag används c:a 70% av allt eldfast material inom järn- och stålindustrin.

## Historik

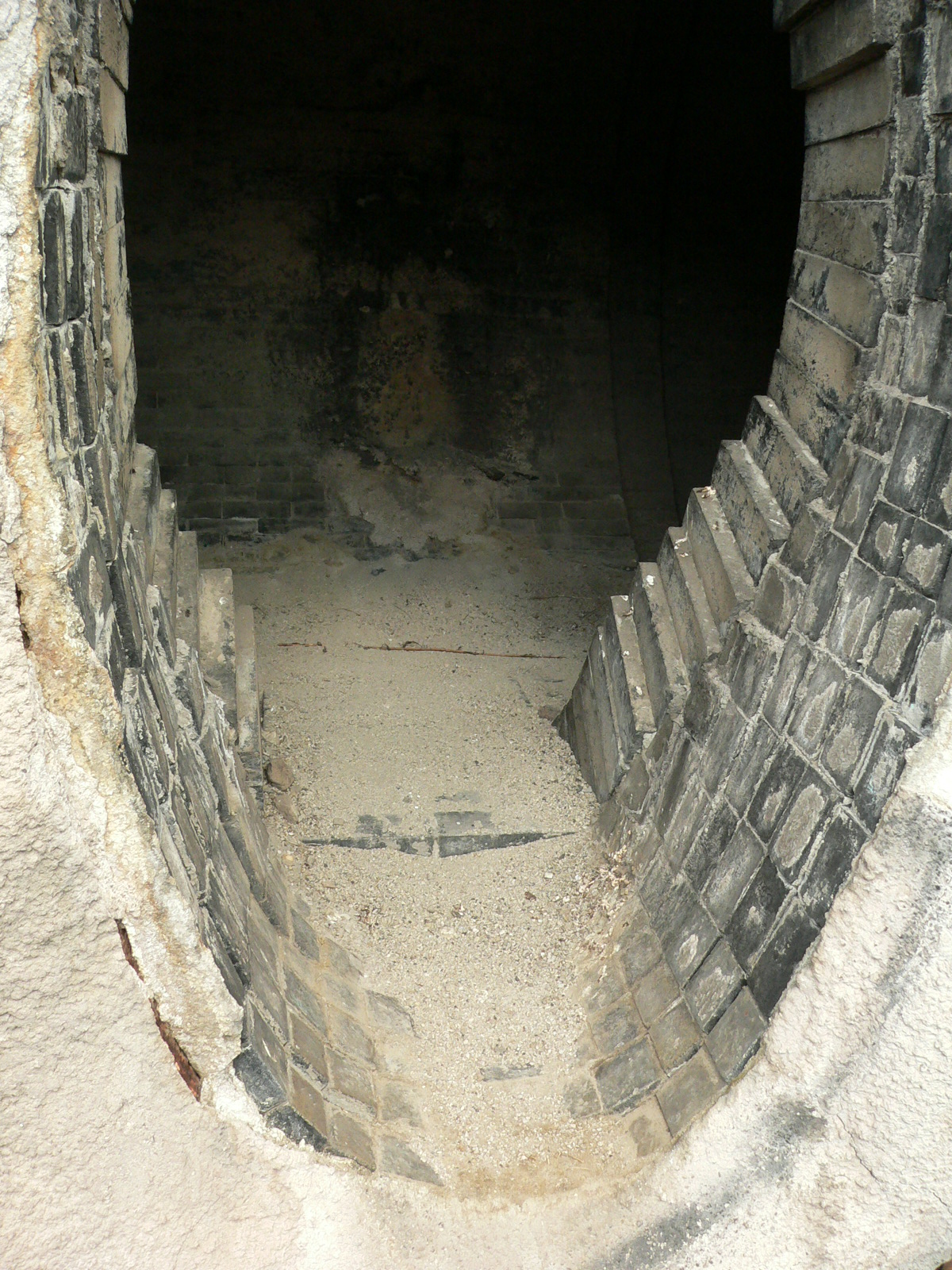
Eldfast tegel vid stålframställning

Eldfasta material har använts av människor i olika typer av ugnar sedan c:a 30 000 år f.Kr., då ugnar för bakning användes i Kina. Omkring 4 000 år f.Kr. började de att användas i metallurgiska processer, i de tidiga skedena av bronsåldern. Ursprungligen tillverkades eldfasta material av leror och lättillgängliga mineraler med hög smältemperatur. Det gör de även i hög grad idag, men i mer krävande applikationer krävs mer avancerade material, så som exempelvis SiC, ZrO2 och spinell.
Än idag är material baserade på aluminiumsilikater de mest förekommande, på grund av deras vanliga förekomst i jordskorpan och deras goda högtemperatur egenskaper. Vanliga utgångsmaterial är andalusit, sillimanit, kyanit, kaolinit, och bauxit, vilka bildar mullit och korund vid upphettning (tillverkning).

### Tillverkning i Sverige av eldfasta produkter
De första fabrikerna för eldfast tegel var Höganäs år 1825, Stabbarp år 1875, Bjuv år 1876, Billesholm år 1888, Hyllinge 1903.
År 1900 tillverkades 32 924 ton i Höganäs, 21 618 ton i Bjuv, 10 915 ton i Billesholm  och 6493 ton i Stabbarp.
År 1938 tillverkades 45 985 ton i Höganäs, 38 064 ton i Bjuv och 14 356 ton vid Iföverken i Bromölla.
Eldfast tegel från Bjuv har en smältpunkt på 1750 oC. Leran innehåller 41,9% SiO2,  36,6% Al2O3, 1,8% Fe2O3.

## Definitioner och klassificering
Det finns ett antal olika definitioner för vad som anses vara eldfast. ASTM International C71 definierar refraktorer som non-metallic materials having those chemical and physical properties that make them applicable for structures, or as components of systems, that are exposed to environments above 1,000°F (538°C). Enligt ISO 1109:1975 så måste ett eldfast material tåla 1500°C, och ett högeldfast material tåla 1830°C.
Eldfasta material brukar indelas i olika klasser, vanligen oxider och icke-oxider (karbider, nitrider och borider). Oxiderna i sin tur brukar delas in efter hur sura eller basiska de är, det vill säga hög halt av SiO2 eller P2O5 ger en sur oxid, och hög halt av CaO eller MgO ger en basisk oxid.

## Produkter

### Tegel
Eldfasta tegel kan variera mycket i geometri, då de ofta är anpassade specifikt för den anläggning de installeras i. Teglet torr- eller våtpressas till önskad form, och bränns sedan i temperaturer omkring dess användningstemperatur. Generella produktnamn används för material, som eldfasta tegel är baserade på, såsom
1. Chamotte, Al2O3 + SiO2, smältpunkt 1800oC, max arbetstemperatur 1450oC. Chamottetegel tillverkades i Sverige vid Bjuv och Höganäs (Höganäs-Billesholms AB)
2. Silikattegel, 98% SiO2 + 2% CaO, smältpunkt ca 1600oC
3. Kromittegel, FeO + Cr2O3, smältpunkt 1800oC
4. Zirkon, ZrO2 + SiO2, smältpunkt 2500oC
5. Magnesittegel, 83-89% MgO smältpunkt över 2000oC
6. Karborundtegel, 90% SiC
7. Koltegel, 85-90% C
8. Krom-Magnesittegel 15-35% Cr2O3  42-50% MgO  smältpunkt 1900oC

### Gjut- och sprutmassor
Massor, monolitska material, installeras via gjutning eller sprutning. Liknande ingredienser likt de som används för tegel används, men med vissa andra tillsatser exempelvis vattenglas för att uppnå en snabbare härdning.

### Prefabricerade block
För att tjäna tid vid installationer av eldfasta material, kan block prefabriceras av gjutmassor i gjutformar. Till skillnad från eldfast tegel bränns prefabblocken i betydligt lägre temperatur, runt 500-600°C.